# 田中道明
田中道明（日语：／ Tanaka Michiaki，1953年11月25日—），日本漫畫家。男性。出身於愛知縣。

## 簡歷
小學3年級憧憬藤子不二雄而開始畫漫畫，高中時期開始投稿到少年雜誌。1970年代中期，他搬到東京，一邊畫漫畫一邊兼差做大樓清潔工，但並沒有成功，所以他成為了藤子工作室的助理，是因為他想在放棄之前想見到本身最喜歡的老師畫漫畫。當他應徵時，意外地被錄用，參與創作了《奇天烈大百科》、《超能力魔美》和《哆啦A夢》。由於他能夠忠實地模仿藤子·F·不二雄雄的繪畫風格，因此在工作室內備受尊敬。後來，他與一位擔任藤子F的媒人、兼藤子工作室的女性助手結婚。自畫像是莫蓆捲。
《藤子工作室日記》早期在《快樂快樂》雜誌上連載。1980年，他憑藉《丟失的狗玉子》獲得第1屆藤子不二雄獎佳作，並在1981年3月號的《快樂快樂月刊》上開始連載，正式作為漫畫家出道。《丟失的狗玉子》連載結束後，《關巴魯殿下》從1982年10月號連載到1985年12月號（單行本全4冊）。除了田中之外，與他一起獲得藤子不二雄獎的還有八野康彥、善清司、堀田明夫（蛋包飯）等人。
藤子F在世以來，田中一直在小學館的教育雜誌等上連載《哆啦A夢》作品，而在《紅鬍子賈雷丸》之後，除了極少出版的短篇漫畫外，幾乎沒有再創作任何原創作品，主要創作許多藤子F作品的重製作品。

## 作品列表
- 丟失的狗玉子（日语：迷犬タマ公）
- 關巴魯殿下（日语：ぐゎんばる殿下）
- 紅鬍子賈雷丸
- 新奇天烈大百科
- 哆啦A夢：巨尊比的逆襲（日语：ドラえもん ギガゾンビの逆襲#関連書籍）
- 哆啦A夢遊戲漫畫 哆啦A夢族百科（日语：ザ・ドラえもんズ (田中道明版)）

等

## 其它
- 藤子·F·不二雄大全集（日语：藤子・F・不二雄大全集）《奇天烈大百科》第1冊（2009年，小學館）—撰寫解說。